# Perturbator
Perturbator občanským jménem James Kent (* 22. ledna 1993 Paříž) je francouzský synthwave hudebník z Paříže.

## Život
Kent se začal zajímat o muziku částečně kvůli vlivu rodičů, kteří jsou novináři a kritici rockové muziky. Jeho rodiče byli také muzikanti a jako mladí měli vlastní kapelu, která ovlivnila Kentův zájem o syntetickou muziku.
Kent byl původně kytarista v blackmetalové kapele. Od roku 2012 produkuje elektronickou muziku, která je inspirovaná kulturou kyberpunku a také filmy jako Akira, Ghost in the Shell nebo Running Man. Používá různou paletu softwarových syntetizérů při tvorbě své hudby, také používá emulátory starých syntetizérů jako například OB-X nebo CS-80. Do doby, kdy vydal své první EP Night Driving Avenger vydal 4 plná alba, nejnovějším vydaným EP je New Model, který produkoval pod produkční skupinou Blood Music. Několik jeho počinů bylo v roce 2012 obsahem hry Hotline Miami a v roce 2015 se jeho hudba objevila ve hře Hotline Miami 2: Wrong Number. Perturbatorovo EP Sexualizer bylo vydáno částečně k oficiálnímu vydání skladby "Miami Disco", tímto způsobem chtěl poděkovat vývojářům hry Hotline Miami. Úspěch hry Hotline Miami vedl k představení jeho hudby širšímu publiku.
Pertubator vydal své čtvrté plnohodnotné album The Uncanny Valley 6. května 2016 pod produkční skupinou Blood Music. Album se setkalo převážně s pozitivním ohlasem. Některé verze obsahovaly bonusové EP, ke kterým Kent napsal "První tři skladby doplňují téma zahrnuté v albu The Uncanny Valley, finální skladba "VERS / US" je upoutávkou z psaní The Uncanny Valley, která odpovídá náladě a atmosféře alba, ale nedostala se do finální verze." Bloody Disgusting dal albu hodnocení 5/5 a napsal, že The Uncanny Valley "není pouze potěšení pro fanoušky, ale také si dokáže naklonit nováčky."
V roce 2019 se Kent objevil v dokumentárním filmu The Rise of the Synths, kde se objevil po boku dalších skladatelů synthwave scény, včetně filmaře Johna Carpentera, který také popisoval původ a růst žánru synthwave.

## Diskografie

### Studiová alba
- Terror 404[8] (květen 2012, vlastní produkce)
- I Am the Night (prosince 2012, vlastní produkce)
- Dangerous Days (červen 2014, Blood Music / Telefuture Records)
- The Uncanny Valley (května 2016, Blood Music)
- Lustful Sacraments (květen 2021, Blood Music)

### EP
- Night Driving Averanger (březen 2012, vlastní produkce)
- Nocturne City (srpen 2012, Aphasia Records)
- The 80s Slasher (říjen 2012, spolupráce s Protector 101, Aphasia Records)
- LA Sop Duo / Selections (březen 2013, spolupráce s Protector 101, Revolving Door Records)
- Sexualizer (červen 2013, Aphasia Records)
- The Uncanny Valley – Bonus (května 2016, Blood Music)
- New Model (září 2017, Blood Music / Music of the Void)
- Excess EP (2021, Blood Music)

### Kompilace
- B-sides and Remixes, Vol. I (listopad 2018, Blood Music)
- B-sides and Remixes, Vol. II (listopad 2018, Blood Music)

### Sóla
- She Moves Like a Knife (leden 2014)
- She is Young, She is Beautiful, She is Next (březen 2014)
- Assult (duben 2015)
- Tactical Precision Disarray (prosinec 2016)
- Vantablack (srpen 2017)
- Body / Prison (říjen 2018)
- Excess (únor 2019)
- Death of the Soul (únor 2021)
- Dethroner Under A Funeral Haze (duben 2021)

### Videoklipy
- She is Young, She is Beautiful, She is Next (2014)
- Sentient (2016)
- Venger (2017)
- Death of the Souls (2021)